# Henryk Skarżyński
Henryk Skarzynski (né le 3 janvier 1954 à Rosochate Kościelne) est un médecin polonais, oto-rhino-laryngologiste, orthophoniste, fondateur et directeur de l'Institut de physiologie et de pathologie auditive de Varsovie et du Centre international de l'audition et de la parole de Kajetany.

## Biographie
En 1992, Skarzynski est le premier médecin en Pologne et en Europe Centrale à avoir effectué une implantation cochléaire en redonnant la capacité auditive à une personne sourde.
Il a fait le premier dans le monde l'opération pionnière de l'implantation cochléaire sur personne adulte avec surdité partielle (Traitement de surdité partielle - TSP) selon la méthode inventée par lui-même – ICSP  – ‘l'implantation cochléaire surdité partielle le 12 juillet 2002, et plus tard d'un enfant en 2004, donnant à ces patients une chance d'améliorer leur qualité de vie.
Henryk Skarzynski est l'auteur et coauteur de nombreux ouvrages scientifiques, il est superviseur des thèses de doctorat, membre d'associations scientifiques et étrangères.

## Carrière scientifique
- 1979 – M.D. de la Faculté de médecine de l'université de médecine de Varsovie
- 1983 - Candidat au doctorat
- 1989 – Doctorat en médecine
- 1993 - Professeur plénipotentiaire de l'université de médecine de Varsovie
- 1995 - Professeur de médecine
- 2011 - Docteur honoris causa de l'Académie d'éducation spéciale Maria-Grzegorowska de Varsovie

## Réalisations

### Professionnelles
- 1992 - Mise en œuvre du programme de traitement de surdité en Pologne à l'aide d'implants cochléaires[2].
- 1998 - Mise en œuvre du programme de traitement des lésions de la surdité et du cancer en Pologne à  partir d'implants du tronc cérébral.
- 1998 - Mise en place du programme de dépistage précoce de la perte auditive chez  les nouveau-nés et nourrissons en Pologne.
- 1999 - Programme original mondial des tests de l'audition universelle, la parole et la vision sur l'Internet.
- 2002 – Le 12 juillet, la première opération de l'implant cochléaire chez un patient adulte souffrant de surdité partielle[2].
- 2003 - La première opération de l’implant cochléaire pour l'oreille moyenne. Des dizaines de nouvelles procédures cliniques.
- 2004 - Septembre - la première opération dans le monde d'un enfant affecté d’une perte auditive partielle[3].

### Scientifique
- 2001 – Le développement de nouveaux moyens originaux de chirurgie reconstructive de l'oreille moyenne avec utilisation de matériaux alloplastiques (ionomères de verre)[4]
- 2002 - Le développement de nouveaux outils de diagnostics - audiomètre Kuba Mikro[5]
- 2002 - Le développement du ICSP (L’implantation cochléaire surdité partielle) - la méthode unique dans le monde de traitement de la surdité partielle (TSP - Traitement surdité partielle) qui permet de corriger le confort de l'audition à l'aide d'implants cochléaires qui maintient la présente audience[6].

### Médicale
- 2000 - Le développement, fondé sur les tâches assignées par le ministre de la Santé, des programmes multimédias, originaux dans le monde pour la détection précoce des défauts de l'audition, de  la parole et de la vision[7].
- 2004 - Le développement du programme de télémédecine : Clinique de Réadaptation à Domicile[8]
- 2005 - Le développement du nouveau dispositif pour le dépistage universel de la surdité - Audiomètre S
- 2005 - La première adjonction de l'implant et prothèse auditive dans une oreille
- 2007 - Telefitting - le développement du premier système permanent dans le monde de surveillance à distance sur le processus de travail et la capacité à mettre l'implant chez les patients partout où ils sont.
- 2009 - Le développement du premier appareil au monde, « La Plate-forme de l’Analyse de la Sensation» qui évalue les dommages de l'ouïe, la parole et la vision a l’aide de dépistage[9]

### Organisationnelle
- 2008 - La première implantation auditive bilatérale au niveau du tronc cérébral[10]
- 1993 - Fondateur de Centre- Médical- Diagnostic de Réadaptation pour les personnes sourdes et dur d'oreille "Centre Cochléaire» - le deuxième établissement en Europe[11]
- 1996 - Fondateur et directeur de l'Institut de physiologie et de pathologie de l'audition à Varsovie[12]
- 2003 - Créateur et fondateur du Centre international de l'audition et de la parole à Kajetany[8]
- 2010 - Organisateur du Centre mondial de l'audition à Kajetany[13]

## Décoration
- Commandeur de l'ordre Polonia Restituta (2012)

## Prix, distinctions et honneurs
- 1983 – 2000 - Recteur de l'Académie de médecine à Varsovie (quatre fois)
- 1983 – Prix scientifique du Conseil de la Société polonaise d'ORL chirurgiens de la tête et du cou sous le nom du prof. John Miodońskiego
- 1985 - Prix national polonais compétition scientifique sous le nom de Tytus Chalubinski
- 1993

- L’attribution de Business Club Polonais pour prof. H. Skarzynski pour "L’événement médical en 1992"
- Titre "Varsovien de l'Année 1992" ("Warszawiak Roku 1992") pour l'événement de l'année décerné au prof. H. Skarzynski par les lecteurs de l’Express du Soir et téléspectateurs du Centre de Télévision de Varsovie 
- 1994 - Prix " L’As de l’Argent Honoraire " ("Honorowy Srebrny As») accordé par la Société Polonaise de Promotion (Polish Promotional Corporation)
- 2000 – Prix du Comité pour la Recherche Scientifique et de la revue de la recherche sur la télévision revue "Proton" pour les remarquables réalisations scientifiques - «Le programme d'implantation cochléaire du tronc cérébral en Pologne"
- 2002 - «Eskulap 2001» décerné dans la catégorie «le médecin spécialiste» dans la Voïvodie de Mazovie décerné par le Réseau National de l'Information de Santé en Pologne et de la Fondation de Maladie de Mazovie
- 2003

- L’attribution de Recteur de l'Université AGH des sciences et technologies "l’Empreinte Durable» («Trwały Slad") pour le professeur Henryk Skarzynski - Directeur de l'Institut de Physiologie et de Pathologie de l'Audition pour les réalisations spéciales dans le domaine de la santé publique
- Prix de la Ville de Varsovie pour prof. Henryk Skarzynski en reconnaissance de ses mérites pour la capitale de la République de Pologne décerné par le Conseil de la ville de Varsovie
- Médaille et titre de l'Innovation pour la présentation à la Foire Internationale de l’Économie et des Sciences INTARG 2003 de solution innovante nommée «L’Appareil de Détection Kuba - Mikro" décerné par le Jury
- 2004

- Médaille "Gloria Medicinae" pour le prof. Henryk Skarzynski accordée par le Président de l'Association Médicale Polonaise
- Diplôme "Plus Belle la Pologne" ("Piękniejsza Polska») par le Mouvement "Plus Belle la Pologne" sous le patronage du Président polonais Aleksander Kwasniewski
- Diplôme «Le succès de l'Année 2004" - le leader de la Médecine dans la Protection de la Santé Publique décerné par l'éditeur Termedia
- 2005

- Croix d'Officier du "Mérite de I'Invention" du Royaume de Belgique
- Prix de la Foi « Otis d’Or 2004"
- 2007

- Prix spécial «L'Homme de l'année 2007 dans la Santé Publique"
- Titre « l’Homme du Success 2006 » ("Man of Success 2006")
- 2008

- Mention du Ministère de l'Éducation et des Sciences de Roumanie décerné à l'Expo de Bruxelles - INNOVA 2008
- Croix d'Officier "Labor Omnia Vincit Improdus» pour les réalisations scientifiques, décerné à l'Expo de Bruxelles - INNOVA 2008
- Degré du Prix d’Equipe (Team Award) I pour le prof. Henryk Skarzynski
- 2009

- Prix "Golden Scalpel 2008"
- Prix "Bene Meritum"
- 2010

- Professeur Henryk Skarzynski - Citoyen d'honneur de Varsovie
-  «Oscar du business polonais XX "
- Diplôme au XLIVe Congrès de la Société polonaise des oto-rhino-laryngologistes – chirurgiens de la tête et du cou
- Mention « Le Scalpel d’or 2010 » («Golden Scalpel 2010")
- l’Ordre du Mérite ukrainien (pour les réalisations remarquables dans le développement des relations Ukraine-Pologne)
- 2011

- Médaille "Pour les mérites de l’Université de Musique de Varsovie Frédéric Chopin"
- Cinquième sur la liste des cent personnes les plus influentes en matière de santé publique en 2010
- Médaille d'honneur décernée par Mikhaïl Saakachvili (Géorgie)
- Médaille sous le nom de M. Titus Chalubinski
- Prix de Homo Ecce,